# 长沙经济技术开发区
长沙市经济技术开发区简称长沙经开区，原称星沙开发区，位于长沙市区东北的长沙县星沙镇。
1992年8月长沙经开区创建。2000年被中国国务院批准为国家级经济技术开发区，规划控制面积60平方公里，已开发12.33平方公里。现有国家传感技术产业化基地和新材料成果转化及产业化基地，大型国企长丰集团以此作为基地。
2005年底，入驻长沙的21家世界500强企业中，有韩国LG、可口可乐、百事可乐、中粮集团、伊莱克斯、法国达能、法国道达尔、荷兰飞利浦、日本三菱、德国博世、日商岩井、日本三井物产、易初莲花，共13家入驻星沙。
近百年来，随着湖湘人物在历史舞台上的出色表演，湖湘文化已受到世人的广泛瞩目与确认。星沙的文化产业发展迅速。位于星沙的湖南湘绣城成为全国首家由中国文联和中国民协正式授牌的国家级非物质文化遗产保护研究基地。
长沙经开区形成了工程机械、汽车制造及零部件、电子信息产业为主导，新材料、环保节能、现代服务业等新兴产业加快发展的产业格局，“世界工程机械之都”“中国汽车产业集群新板块”正在迅速崛起。
目前，长沙市经济技术开发区共有七位领导，他们分别是：付旭明、蒋红波、赵文娇、张湘鸿、赖坤明、吴照舒和李茜。

## 外部連結
- 官方網站 （页面存档备份，存于）

1. ↑  .   [2024-07-23]. （原始内容存档于2024-12-11）.
2. ↑  .   [2024-07-23]. （原始内容存档于2021-05-08）.